# 確率過程量子化
確率過程量子化（かくりつかていりょうしか）とは、量子力学を確率過程として定式化する方法である。1966年にエドワード・ネルソンによって導入された。
1981年にジョルジョ・パリージとYong-Shi Wuは、ネルソンとは異なる手法を提唱した。これはランジュバン方程式を用いて記述した確率過程によって量子化を行うものである。経路積分法とは異なり、ハミルトニアンやラグランジアンがなくとも量子化を行え、場の量子論への拡張も容易であるのが長所である。